# San Juan La Laguna

San Juan La Laguna é uma cidade da Guatemala do departamento de Sololá.